# Furacão Norbert (2008)
O furacão Norbert foi o mais intenso ciclone tropical do Pacífico a atingir a costa oeste da península da Baixa Califórnia de toda a história. Sendo o décimo quinto ciclone tropical, do décimo quarto sistema dotado de nome, o sétimo furacão e o segundo furacão "maior" da temporada de furacões no Pacífico de 2008, Norbert formou-se a partir de uma área de distúrbios meteorológicos ao sul do golfo de Tehuantepec durante as primeiras horas de 3 de outubro. A depressão se intensificou para a tempestade tropical Norbert no dia seguinte. Seguindo para oeste-noroeste, Norbert se intensificou lentamente, se tornando um furacão em 7 de outubro. A partir de então, Norbert começou a sofrer rápida intensificação e logo atingiu seu pico de intensidade, com ventos máximos sustentados de 215 km/h, intensidade equivalente a um furacão de categoria 4 na escala de furacões de Saffir-Simpson. Um ciclo de substituição da parede do olho enfraqueceu o sistema para um furacão de categoria 1, mas assim que o ciclo cessou, Norbert voltou a se intensificar para um furacão de categoria 3 em 11 de outubro. Logo depois, Norbert atingiu a costa oeste da península da Baixa Califórnia como um furacão de categoria 2, se tornando o ciclone tropical mais intenso a atingir a região de toda a história. Norbert se enfraqueceu enquanto cruzava a península e o golfo da Califórnia, atingindo a costa do estado mexicano de Sonora como um furacão de categoria 1. Logo em seguida, Norbert se dissipou rapidamente sobre as montanhas do noroeste do México.
Ventos e chuvas fortes causaram danos em Baja California Sur; cerca de 20.000 casas ficaram sem eletricidade e quase 3.000 pessoas tiveram que recorrer a abrigos emergênciais. Em Los Mochis, no estado mexicano de Sonora, 8 pessoas morreram devido às fortes enxurradas causadas pelas chuvas torrenciais associadas ao furacão.

## História meteorológica

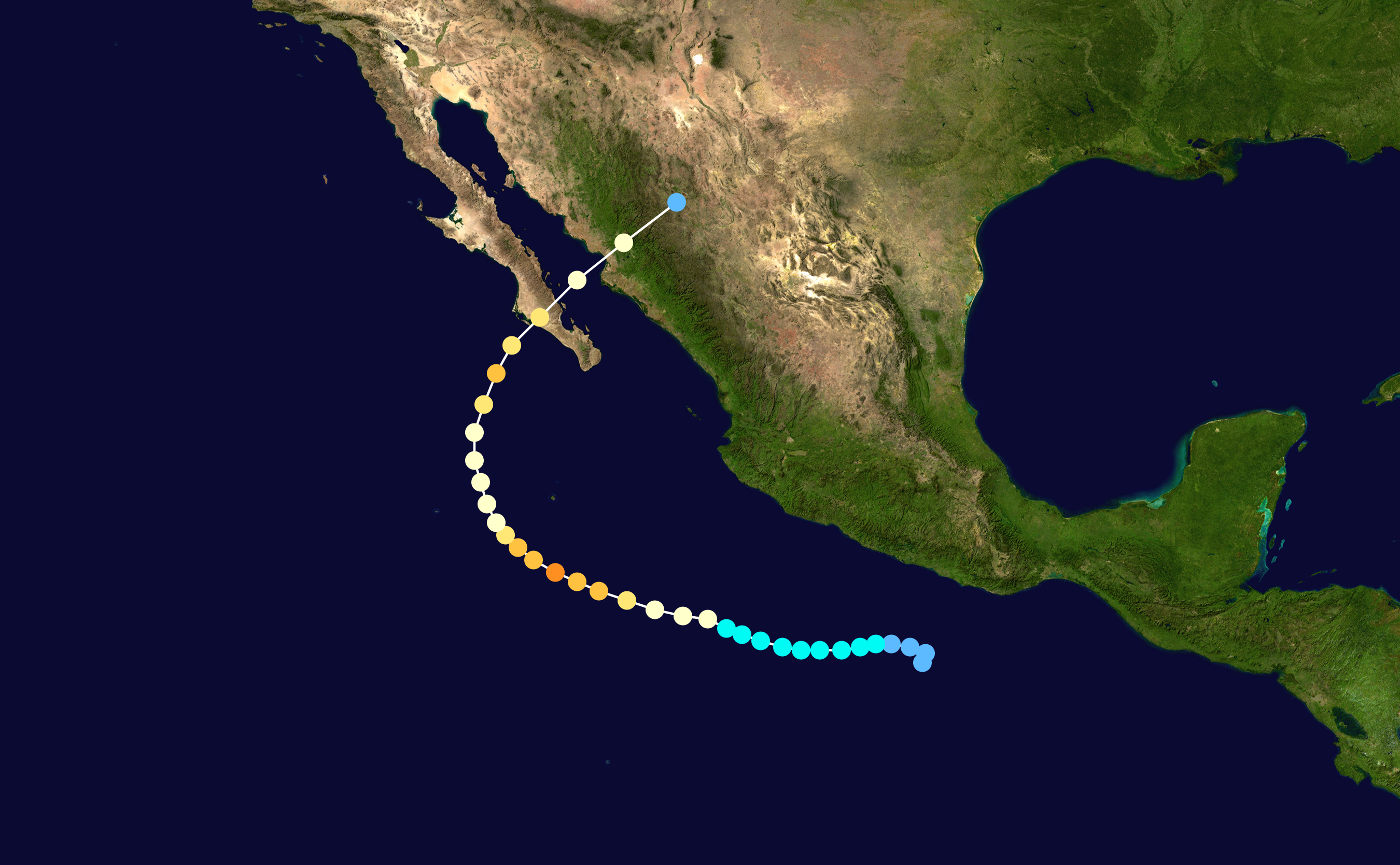
O caminho de Norbert

Norbert originou-se de uma área de distúrbios meteorológicos que se formou ao sul do golfo de Tehuantepec em 28 de setembro. A área de distúrbios meteorológicos formou-se a partir de uma onda tropical que cruzou a América Central em 26 e 27 de setembro. O sistema não demonstrou sinais de organização até em 2 de outubro, quando uma segunda onda tropical juntou-se ao sistema. A partir de então, a área de baixa pressão começou a se organizar lentamente com a formação de novas áreas de convecção. No dia seguinte, as áreas de convecção ficaram mais persistentes e concentradas em torno do centro ciclônico de baixos níveis, o que permitiu a intensificação do sistema, que se tornou uma depressão tropical por volta da meia-noite de 4 de outubro, a cerca de 390 km a sul-sudeste de Acapulco, na costa pacífica do México.

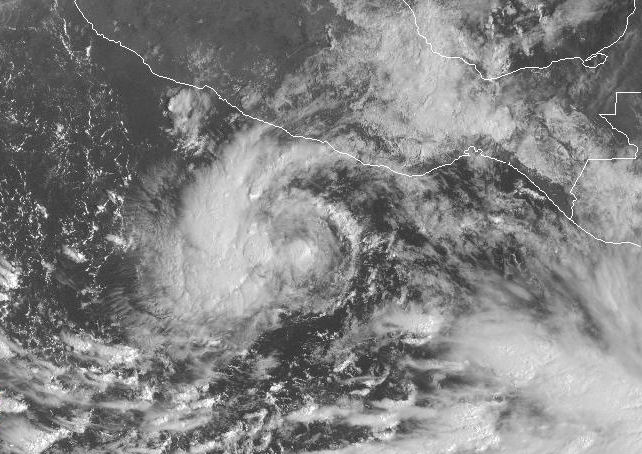
A depressão tropical Quinze-E em 4 de outubro

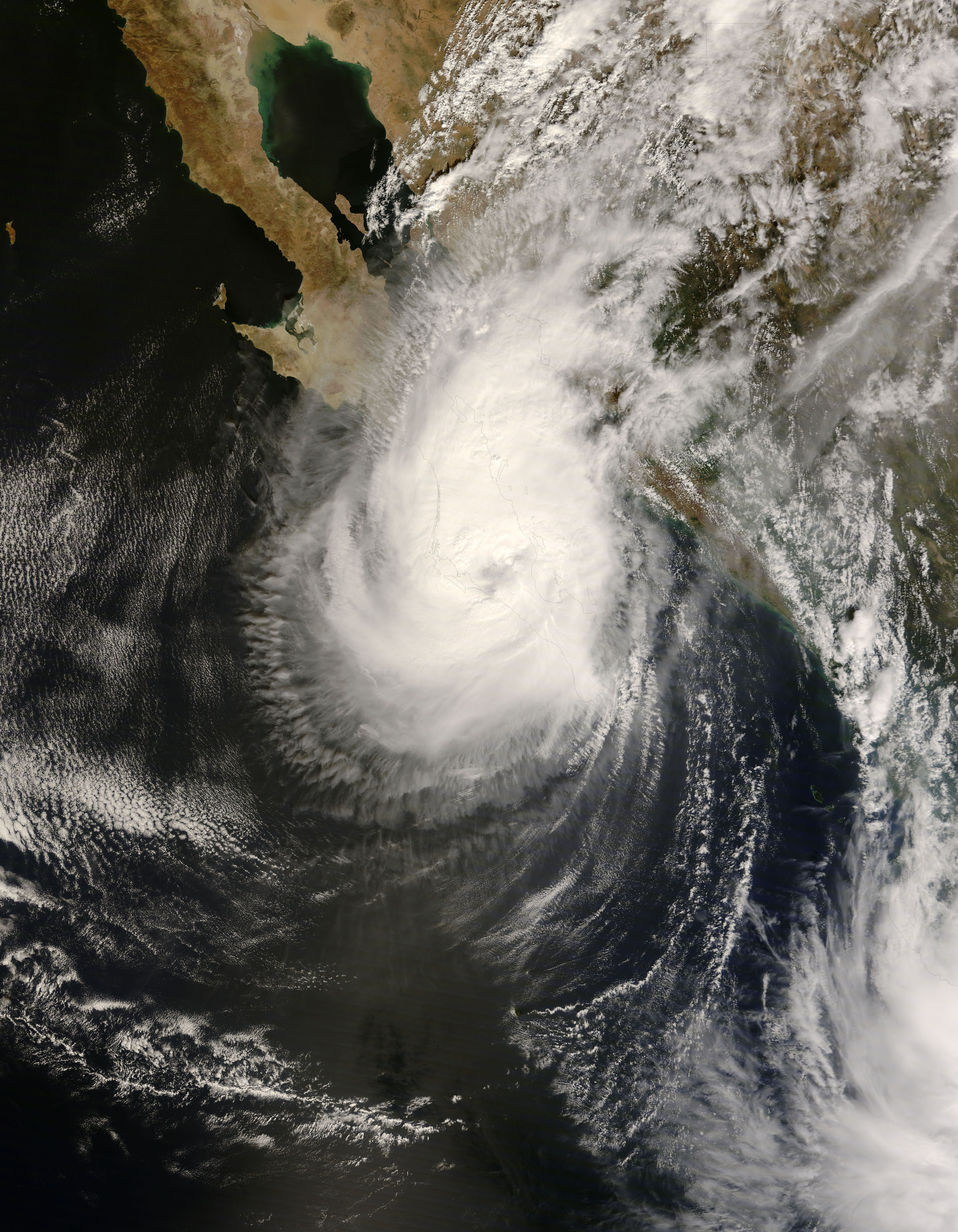
O furacão Nobert sobre a península da Baixa Califórnia

Situado numa região com poucas correntes de vento profundas, a depressão permanecia praticamente estacionária inicialmente. Porém, logo depois, a depressão começou a seguir para oeste como resposta à formação de uma área de alta pressão de médios níveis ao seu norte. Além disso, forte cisalhamento do vento oriental preveniu a intensificação imediata do sistema, mas, por volta da meia-noite de 5 de outubro, a depressão se intensificou para a tempestade tropical Norbert, a cerca de 315 km a sul-sudoeste de Acapulco. O sistema continuou a seguir para oeste e para oeste-noroeste, sendo continuamente abatido pelo cisalhamento do vento. No entanto, o cisalhamento não impediu a lenta intensificação de Norbert. Com isso, Norbert tornou-se um furacão durante a manhã (UTC) de 7 de outubro, a cerca de 500 km a sul-sudoeste de Manzanillo. A partir de então, Norbert começou a sofrer rápida intensificação assim que o cisalhamento do vento cessou. Por volta do meio-dia daquele dia, imagens de satélite no canal micro-ondas revelaram que o sistema estava formando uma parede do olho e que o sistema estava dotado de bons fluxos de saída, favoráveis para o seu desenvolvimento. O furacão atingiu seu pico de intensidade por volta das 18:00 (UTC) de 8 de outubro, com ventos máximos sustentados de 215 km/h, e uma pressão central mínima de 945 mbar, o que fazia de Norbert um furacão de categoria 4 na escala de furacões de Saffir-Simpson. Naquele momento, o olho do furacão estava localizado a cerca de 390 km ao sul de Cabo San Lucas, extremo sul da península da Baixa Califórnia.

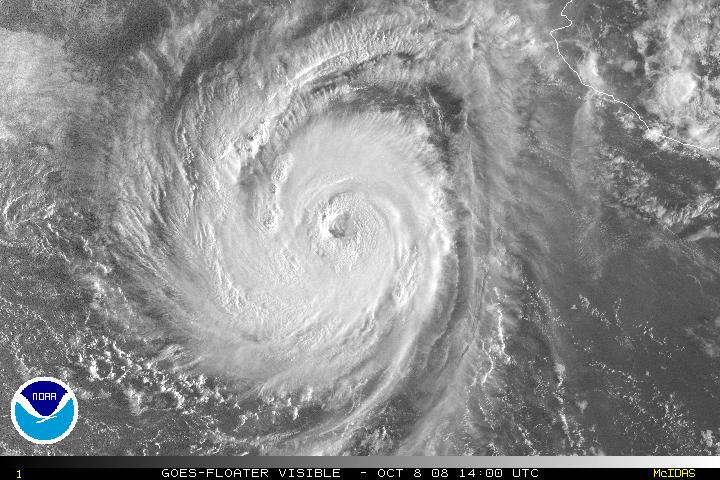
O furacão Norbert em 8 de outubro

Apesar de estar situado numa área com baixo cisalhamento do vento e com águas suficientemente quentes para o seu desenvolvimento, Norbert começou a se enfraquecer. Imagens de satélite no canal micro-ondas revelaram que a parede do olho estava se dissipando e que uma nova parede do olho, mais externa, estava a se formar; indicando que o enfraquecimento do furacão estava associado a um ciclo de substituição da parede do olho. Por volta das 18:00 (UTC) de 9 de outubro, um avião caçador de furacões sobrevoou o furacão e constatou que os ventos máximos sustentados de Norbert haviam caído para 130 km/h, uma queda de 85 km/h em apenas 24 horas. Após se enfraquecer para um furacão de categoria 1, Norbert começou a seguir para norte assim que atingiu a periferia oeste da alta subtropical que o guiava. Com condições meteorológicas ainda favoráveis, Norbert voltou a se intensificar assim que o ciclo de substituição da parede do olho chegou ao seu fim.
A aproximação de um cavado de médias latitudes que vinha do sudoeste dos Estados Unidos fez que Norbert seguisse uma trajetória mais para nordeste. O furacão continuou a se intensificar gradualmente até a manhã (UTC) de 11 de outubro, quando atingiu o seu pico secundário de intensidade, com ventos máximos sustentados de 185 km/h e uma pressão central mínima de 953 mbar, o que fazia de Norbert um furacão "maior" de categoria 3 na escala de furacões de Saffir-Simpson. Naquele momento, o olho de Norbert estava localizado a cerca de 295 km a oeste de Cabo San Lucas.
A partir de então, Norbert começou a se enfraquecer novamente assim que seguia para nordeste e assim que seguia sobre águas mais frias. Seguindo mais velozmente para nordeste, Norbert fez landfall na costa oeste da península da Baixa Califórnia por volta das 16:30 (UTC) de 11 de outubro, perto da pequena cidade de Puerto Charley, no estado mexicano de Baja California Sur. Norbert atingiu a região com ventos máximos sustentados de até 165 km/h, intensidade equivalente a um furacão de categoria 2 na escala de furacões de Saffir-Simpson, o que faz de Norbert o mais intenso ciclone tropical do Pacífico a atingir a costa oeste da península da Baixa Califórnia. O furacão cruzou a península em pouco mais de quatro horas e começou a seguir sobre o golfo da Califórnia por volta das 21:00 (UTC) daquele dia. A partir de então Norbert começou a se enfraquecer mais rapidamente assim que o aumento do cisalhamento do vento e a interação com terra começaram a comprometer a circulação ciclônica do furacão. Por volta das 04:00 (UTC) de 12 de outubro, Norbert fez o seu segundo e último landfall na costa do estado mexicano de Sonora, a cerca de 35 km a leste-sudeste da pequena cidade de Huatabampo, ou a cerca de 90 km a norte-nordeste da cidade de Los Mochis, como um furacão de categoria 1, com ventos máximos sustentados de 140 km/h. Seguindo rapidamente para nordeste, Norbert começou a se enfraquecer mais rapidamente assim que começou a seguir sobre terra. Encontrando as altas montanhas do noroeste do México, Norbert se enfraqueceu para uma tempestade tropical logo após ter cruzado a costa, e para uma depressão tropical por volta do meio-dia daquele dia. Finalmente, a circulação ciclônica de baixos níveis se dissipou completamente mais tarde naquele dia sobre as montanhas do noroeste do México.

## Preparativos e impactos
Ventos e chuvas fortes causaram danos em Baja California Sur; cerca de 20.000 casas ficaram sem eletricidade e quase 3.000 pessoas tiveram que recorrer a abrigos emergênciais. Em Los Mochis, no estado mexicano de Sonora, 8 pessoas morreram devido às fortes enxurradas causadas pelas chuvas torrenciais associadas ao furacão.